# Notogiwang
Notogiwang is een bestuurslaag in het regentschap Pekalongan van de provincie Midden-Java, Indonesië. Notogiwang telt 2890 inwoners (volkstelling 2010).